# Rival Sons
Rival Sons är en amerikansk rockgrupp från Long Beach, Kalifornien.
Under 2008 bildade gitarristen Scott Holiday, trummisen Michael Miley och basisten Robin Everhart bandet. Miley hade tidigare hört talas om sångaren Jay Buchanan, så de kontaktade honom via MySpace. Först efter ett misslyckat försök kunde de övertyga honom att gå med i bandet.
Bandet skrev snabbt kontrakt med Atlantic Records, som de dock snart lämnade. Utan skivbolagskontrakt släppte de själva digitalt sitt första album, Before The Fire, 2009. Jack Rivera på Huffington Post utnämnde dem till "Rock Band To Watch" i november 2009.
Under 2010 spelade Rival Sons som förband till bland andra AC/DC, Alice Cooper och Kid Rock.
Det brittiska metalskivbolaget Earache Records visade intresse för bandet, som gillade idén om att "tänja på reglerna" genom att underteckna ett kontrakt med ett Death metal-skivbolag och skrev kontrakt med Earache Records hösten 2010.
Bandet har en lång, vänlig och professionell relation med den hyllade musikproducenten Dave Cobb. Cobb har arbetat med de flesta av bandets albumutgivningar.

## Medlemmar
Nuvarande medlemmar
- Jay Buchanan – sång, munspel, rytmgitarr (2009– )
- Scott Holiday – gitarr, bakgrundssång (2009– )
- Mike Miley – trummor (2009– )
- Dave Beste – basgitarr, bakgrundssång (2013– )

Tidigare medlemmar
- Robin Everhart – basgitarr (2009–2013)

Turnerande medlem
- Todd Ögren – keyboard, percussion, bakgrundssång (2014– )

## Diskografi

### Studioalbum
- 2009 – Before The Fire
- 2011 – Pressure And Time
- 2012 – Head Down
- 2014 – Great Western Valkyrie
- 2016 – Hollow Bones
- 2019 – Feral Roots
- 2023 – Darkfighter
- 2023 – Lightbringer